# Òscul
|  | Aquest article tracta sobre l'orifici dels porífers. Vegeu-ne altres significats a «petó». |

L'òscul (2) a cadascun dels tres tipus de porífers (A: ascanoide, B: siconoide, C: leuconoide).

L'òscul és l'orifici que té la cavitat central de les esponges de mar (esponges). És una estructura amb funcions excretores, ja que a través d'ell surt l'aigua amb les substàncies residuals del metabolisme (per exemple, el diòxid de carboni). Són els miocits qui regulen el grau d'obertura de l'òscul, i els coanòcits qui amb llurs flagells generen el flux d'aigua.